# Logitech
Pour l’article ayant un titre homophone, voir Logithèque.
Ne doit pas être confondu avec Legitech.
Logitech, aussi connu sous le nom de Logi, est une entreprise suisse fondée en 1981 à Apples en Suisse, spécialisée dans la production de périphériques informatiques : claviers, souris, trackballs, webcams, haut-parleurs, casques et casques gamings, télécommande universelle, télécommande de présentation.
La société est désormais une multinationale représentée par trois sièges sociaux dans le monde :
- à Newark en Californie pour les Amériques ;
- à Lausanne[5] en Suisse pour l'Europe, le Moyen-Orient et l'Afrique ;
- à Taïwan pour la région Asie-Pacifique.

Depuis les années 1980, Logitech fabrique des souris d'ordinateurs et des claviers.

## Production

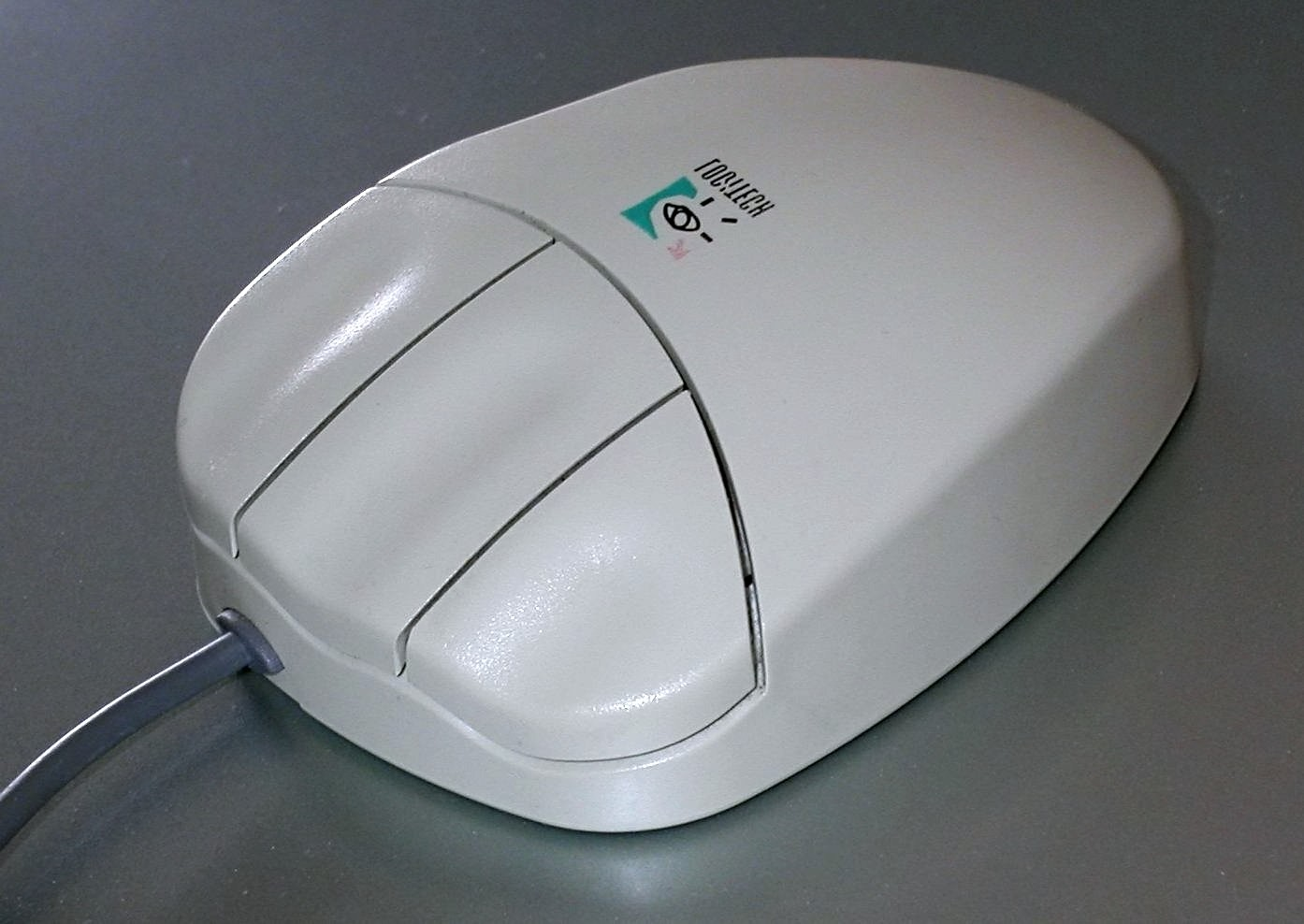
Souris Logitech

Les premiers prototypes de souris Logitech ont été fabriqués au Lieu dans le canton de Vaud (Suisse) par Dubois Dépraz. La production en série a d'abord été effectuée en Irlande puis transférée en Chine.
En 2018, Logitech emploie environ 6 600 personnes et la moitié des produits sont fabriqués en Chine. Le reste de la production est confié à d'autres fabricants, essentiellement asiatiques.

## Histoire
- 1981, fondation à Apples, dans une vieille ferme des beaux-parents de Daniel Borel dans le but de développer des logiciels graphiques.
- Pour les besoins d'un projet demandé par Ricoh, la création d'une interface conviviale se fait sentir.
- 1982, transfert des activités de développement dans la Silicon Valley à la demande de Ricoh.
- Daniel Borel, resté en Suisse, s'occupe de la réalisation de la souris, qui existe déjà en laboratoire. Il prend connaissance d'un prototype réalisé par le professeur Nicoud de l'École polytechnique fédérale de Lausanne.
- Les premières souris sont fabriquées par Dubois Dépraz à la Vallée de Joux.
- La génération suivante est fabriquée dans la ferme familiale à Apples.
- 1984, première souris pour le compte de Hewlett-Packard.
- 1986, ouverture d'une usine à Taïwan, pour lutter contre les turbulences sur les prix.
- 1994, transfert d'une grande partie de la production en Chine à Suzhou.
- 1996, vente de la cent millionième souris.
- 1998, Guerrino De Luca prend la direction générale du groupe.
- 2007, l'administration, la finance et les ventes sont déplacés dans un nouveau bâtiment à Morges depuis le site historique de Romanel-sur-Morges.
- 2008, Logitech s'empare de Ultimate Ears pour 34 millions de dollars[7]. Cette même année, ils vendent la milliardième souris[8].
- 2010, la société se lie avec Google et Sony pour proposer Google TV en septembre[9].
- 2011, Logitech cesse son activité avec Google TV. La société confie que ce partenariat a été la plus grosse erreur de leur histoire[10], cela en perdant au passage, plusieurs millions de dollars.
- 2016, Logitech rachète Saitek à la société Mad Catz (disparue en 2017) pour 13 millions de dollars ainsi que Jaybird pour 50 millions de dollars[11].
- 2017, Logitech rachète Astro Gaming pour un montant évalué à 85 millions de dollars[12].
- En 2018 il annonce le rachat de Blue Microphones spécialiste des micro pour professionnels pour 117 millions de dollars[13].
- En 2019, Logitech annonce le rachat de Streamlabs, un fournisseur de services et d'outils très utilisés dans le monde du streaming[14].
- En 2020, via un partenariat avec Herman Miller, Logitech propose une gamme de mobilier pour gamers, avec un fauteuil ergonomique, un bureau et bras de moniteur[15].

### Directeur
- depuis décembre 2023 : Hanneke Faber[16]
- avril 2012 - juin 2023 : Bracken Darrel[17]

## Produits et marques

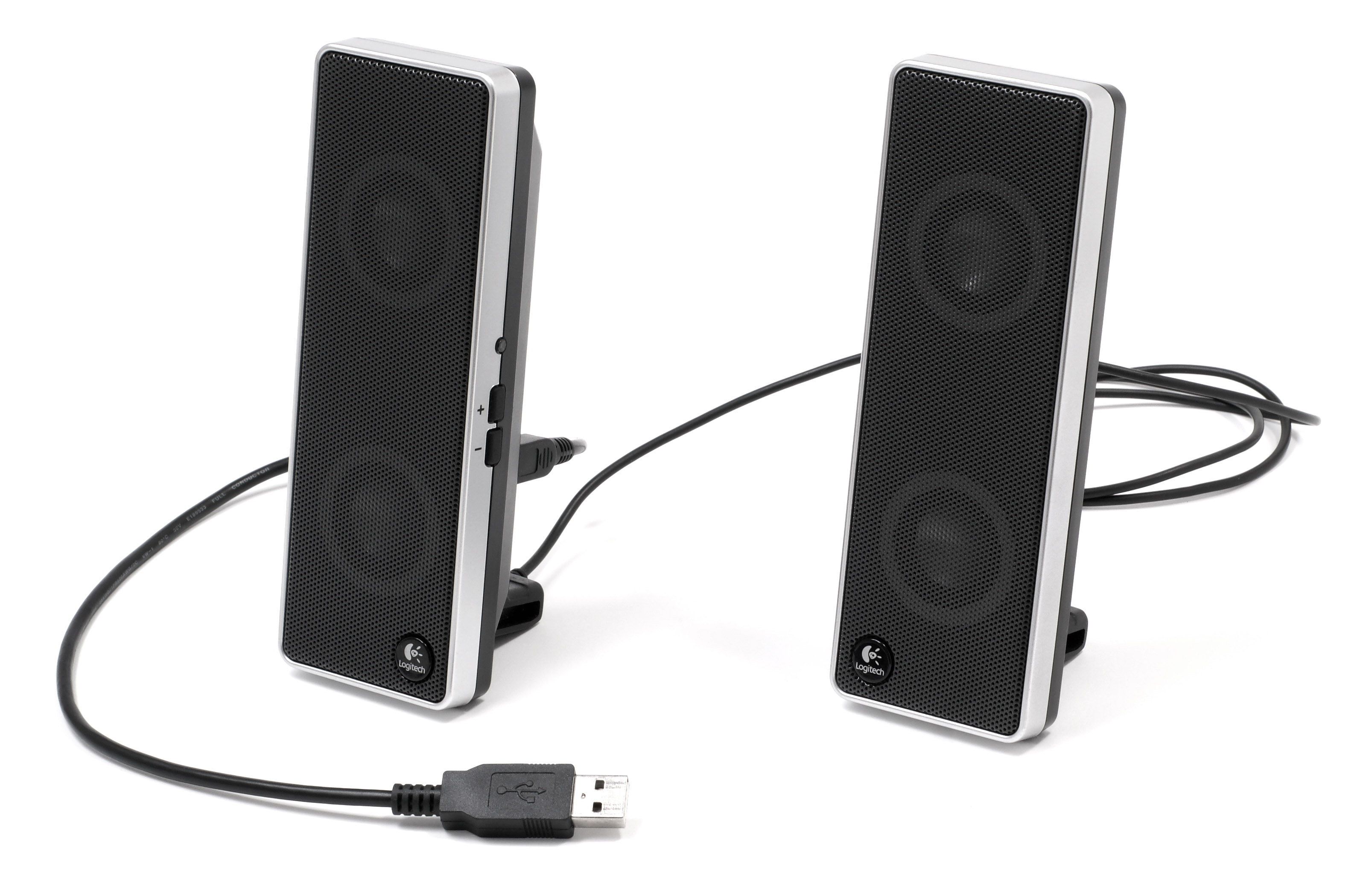
Enceintes de la marque Logitech

- Claviers, microphones, manettes de jeu et trackballs (modèles filaire et sans fil).
- Webcams QuickCam, LifeSize.
- Enceintes pour PC en stéréo, 2.1, 5.1, 7.1 surround.
- Accessoires pour joueurs PC.
- Accessoires pour joueurs pour PS2, PS3, Xbox, Xbox 360 et PSP : manettes de jeu, joysticks, claviers et volants.
- Écouteurs et microphones pour bureau.
- Accessoires pour iPod, lecteur MP3.
- Accessoires pour tablettes et smartphones.
- Télécommandes universelles programmables.
- Jaybird : écouteurs sans-fils pour sportifs.
- Ultimate Ears : enceintes portables étanches et sans-fils.
- Blue Microphones : microphones et écouteurs pour professionnels.
- Streamlabs : Outils de streaming en ligne.

## Identité visuelle

### 1981-1985
Le logo possède le mot Logitech, d'une forme de carrée.

### 1986-1988
Le logo possède le mot Logitech, suivi d'une forme.

### 1988-1997
Le logo possède les différents types de formes :
- Un œil en noir, suivi des lignes pour représenter les cils
- Une flèche rouge
- Une forme verte

Suivi du mot Logitech, à l'intérieur du rectangle blanc (au contour noir).

### 1997-2012
Le logo possède la même chose que le logo de 1988 à 1997 mais en couleur.

### 2001-2006
Juste le symbole, la variante imprimée.

### 2006-2010
La version CGI-image de synthèse-3D-prise de vues réelles.

### 2012-2015
La version horizontale.

### 2015-présent
Le mot Logitech en noir, la partie du « g » possède un sourire.

## Logo

Logo de Logitech (octobre 1981-juin 1985)
Logo de Logitech (septembre 1985-juillet 1988)
Logo de Logitech (juillet 1988-septembre 1997)
Logo de Logitech (septembre 1997-juillet 2012)
Logo de Logitech (août 2012-septembre 2015)
Logo de Logitech (depuis septembre 2015)
Logo de  Logi (depuis le 8 juillet 2015)

## Nom de la marque dans le monde
Au Japon, Logitech utilise le nom Logicool, afin d'éviter toute confusion avec Logitec, une société spécialisée dans les périphériques d'ordinateurs existant depuis 1982 (et dont le nom est réservé depuis 1972 par la société mère, Elecom). Pour éviter tout problème juridique (dû à des noms de sociétés trop proches dans le même secteur d'activité), Logitech a choisi de se nommer différemment dans ce pays uniquement.
Pour la même raison, Logitech commercialise ses produits sous la marque Logi (UK) Ltd. au Royaume-Uni, car une société nommée Logitech existe déjà à Glasgow. Cependant, l'entreprise utilise la marque Logitech au Canada, sans problème de conflits avec Logitech Electronics, qui commercialise également du matériel électronique depuis 1988. En France, il existe également une société nommée Logitec spécialisée dans l’importation de périphériques de sauvegarde de données sur PC.
Le 8 juillet 2015, la société crée une nouvelle marque en raccourcissant le nom en Logi. Ce changement de nom s'accompagne d'une réorientation sur le marché de l'électronique de loisirs,,.

## Galerie

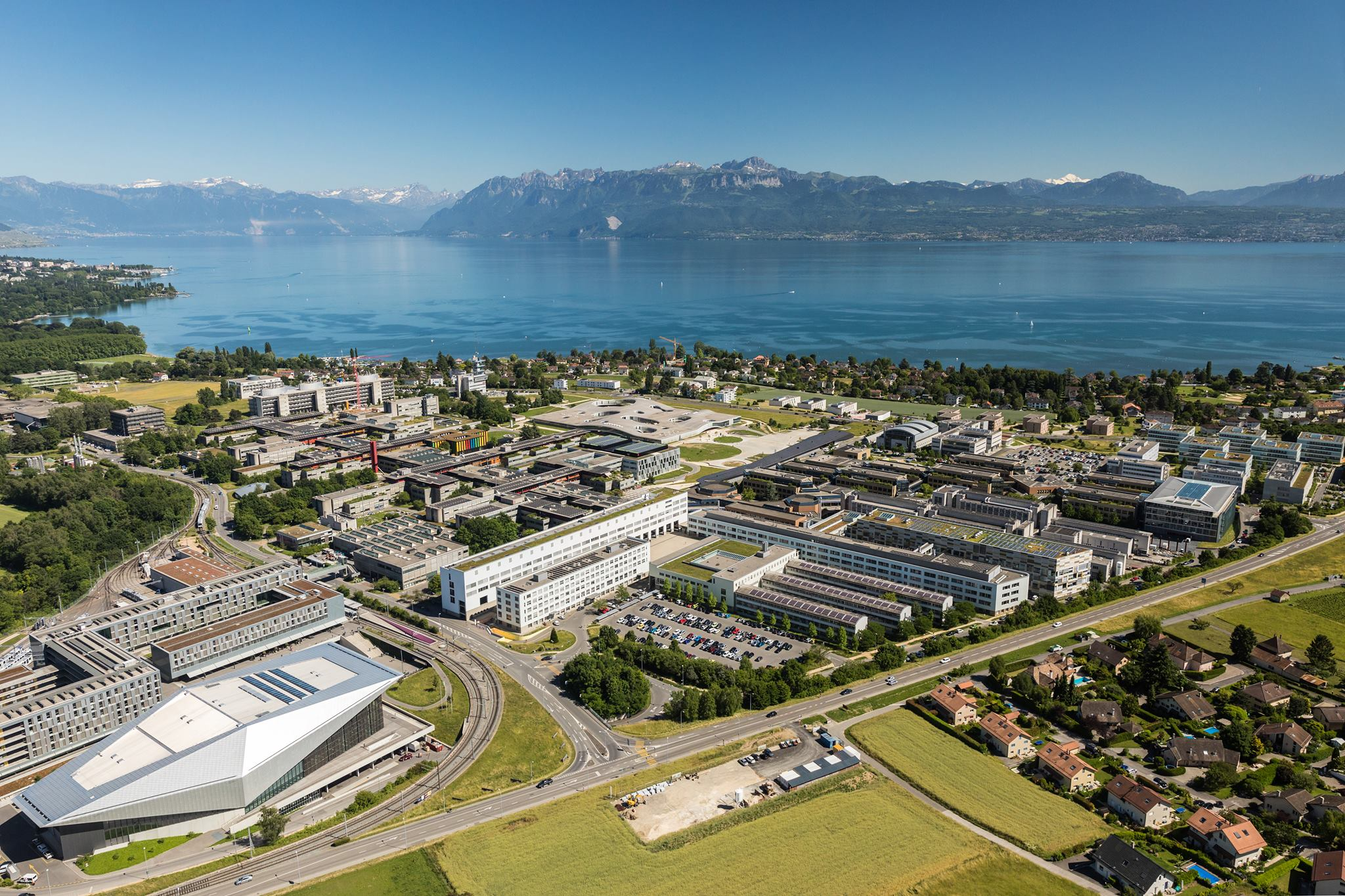
Siège de Logitech International S.A. à Lausanne (bâtiment sur le côté droit de cette photo)
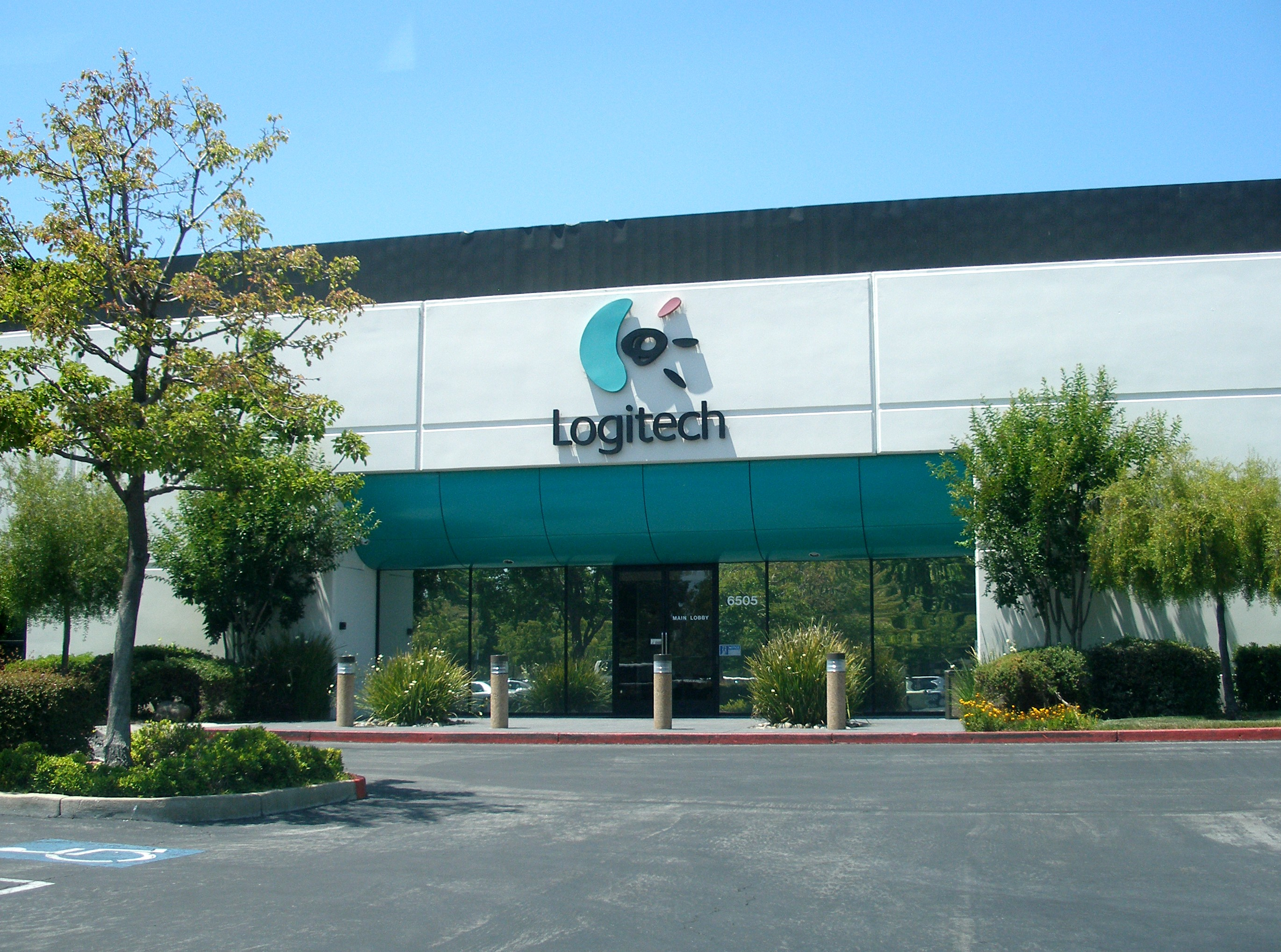
Ancien filiale américaine de Logitech
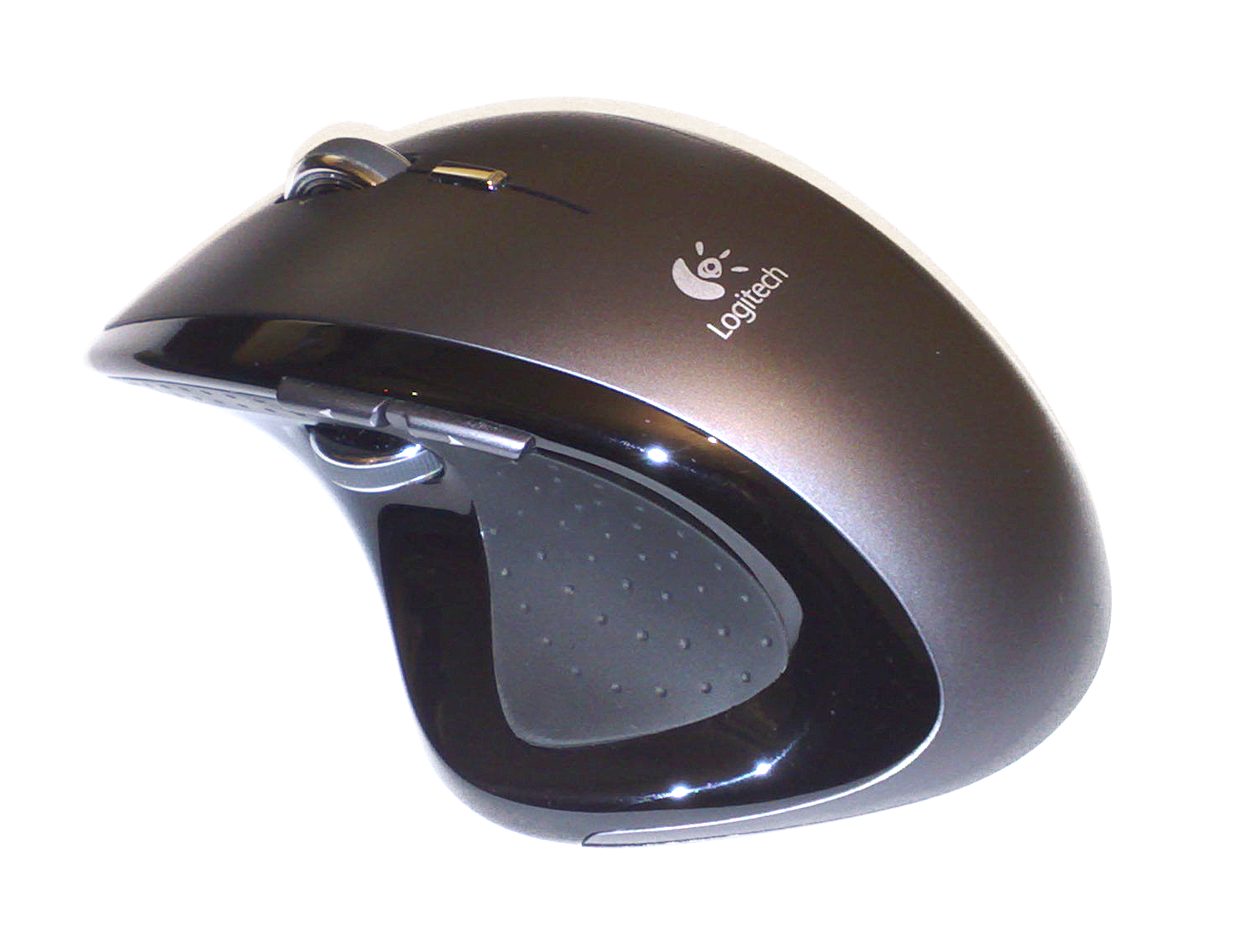
Logitech MX Revolution
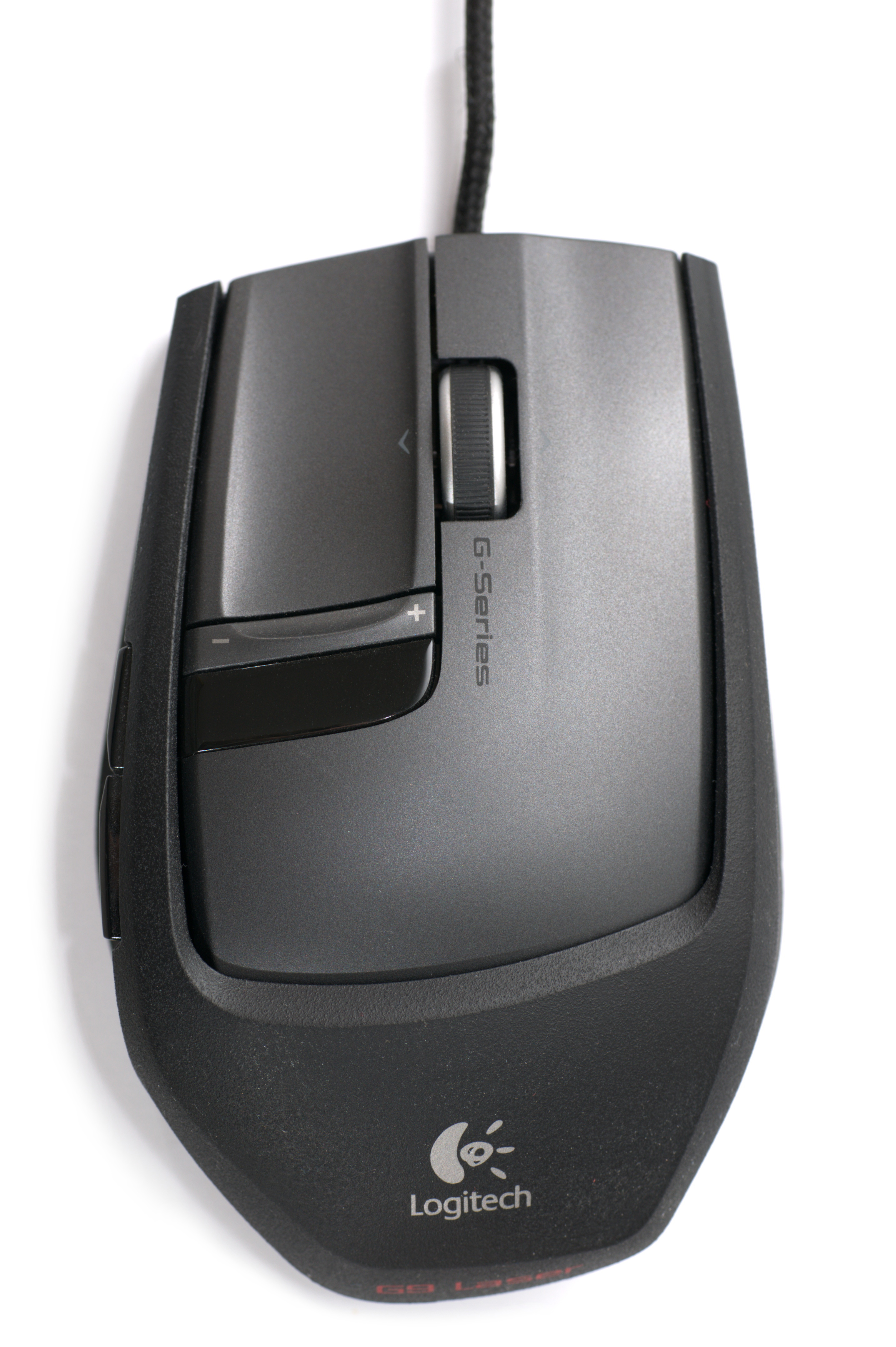
Logitech G9
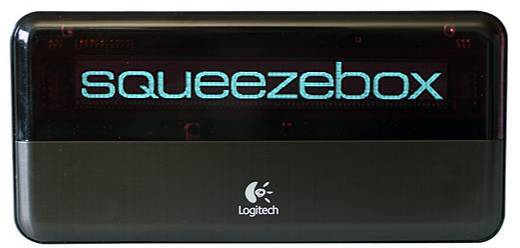
Squeezebox v3
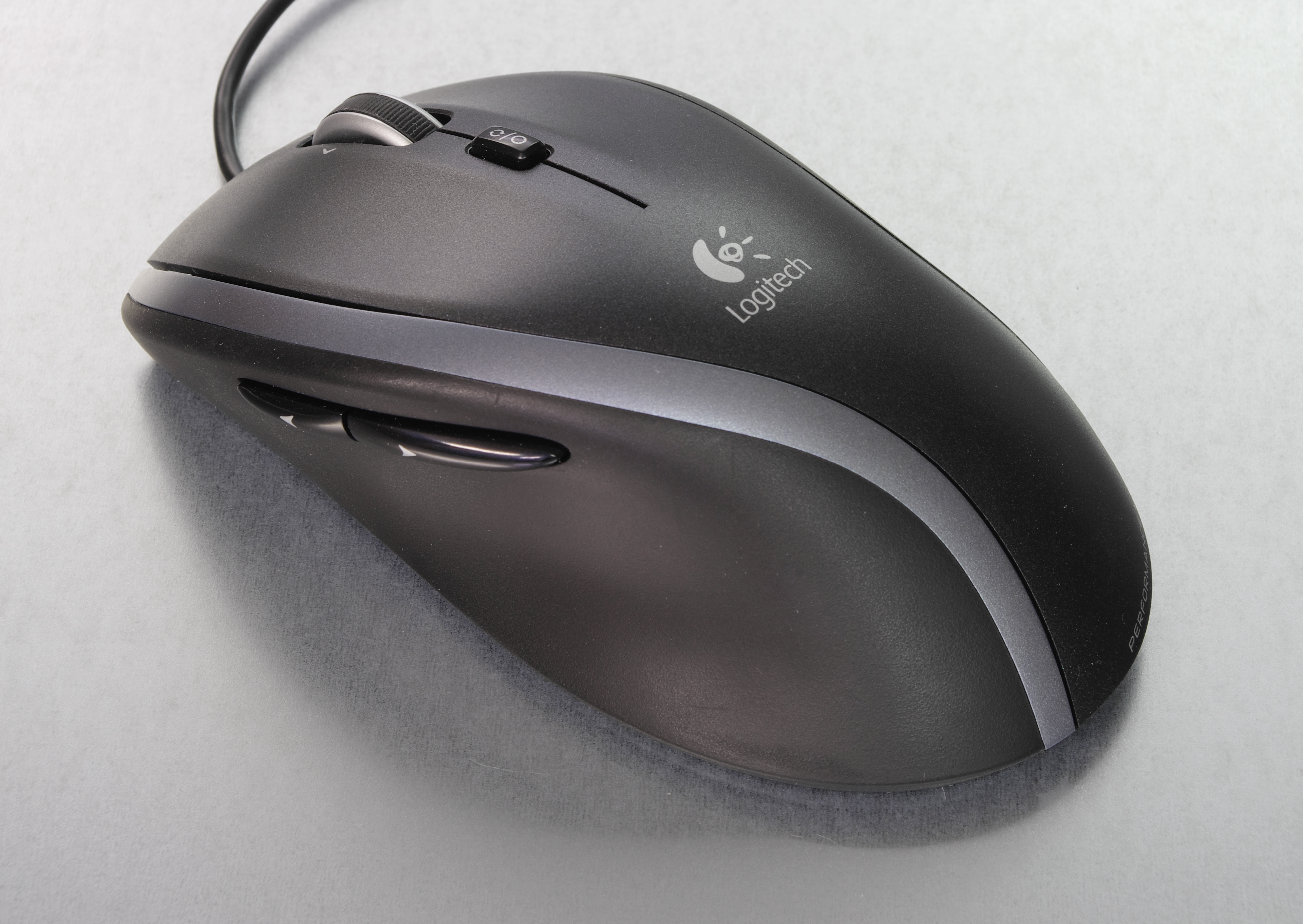
Logitech m500
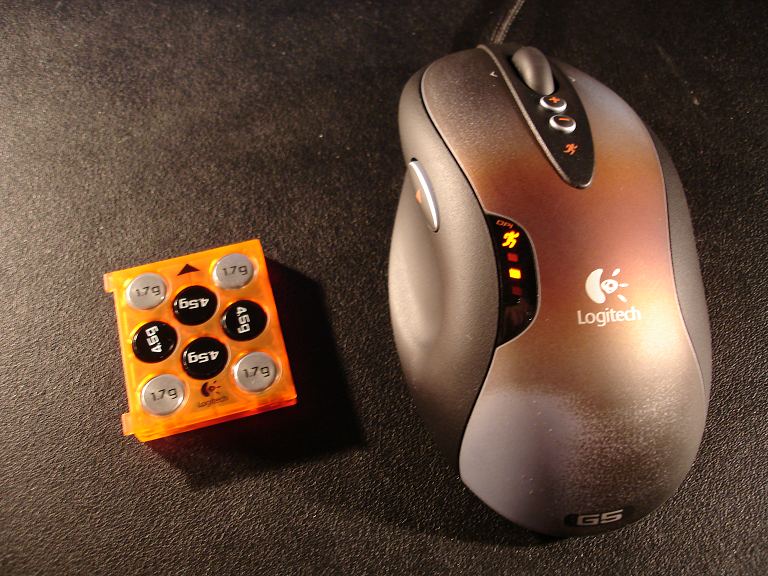
Logitech G5
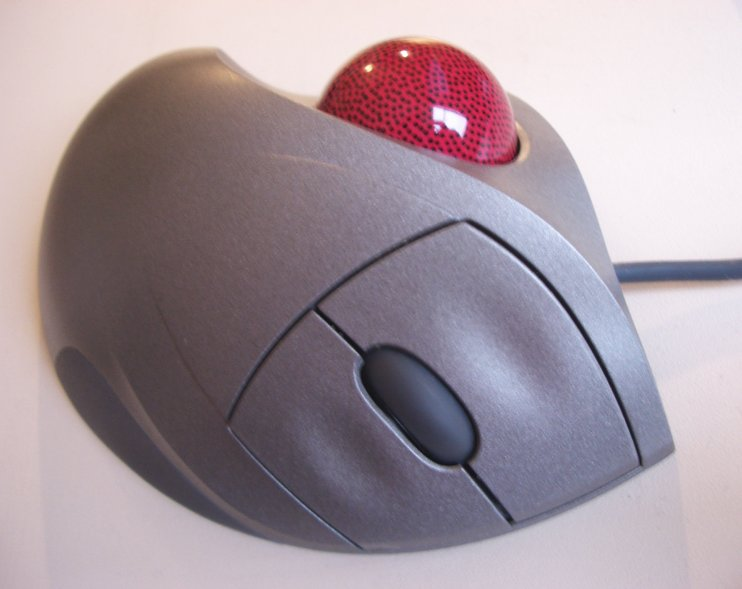
Logitech TrackMan Wheel
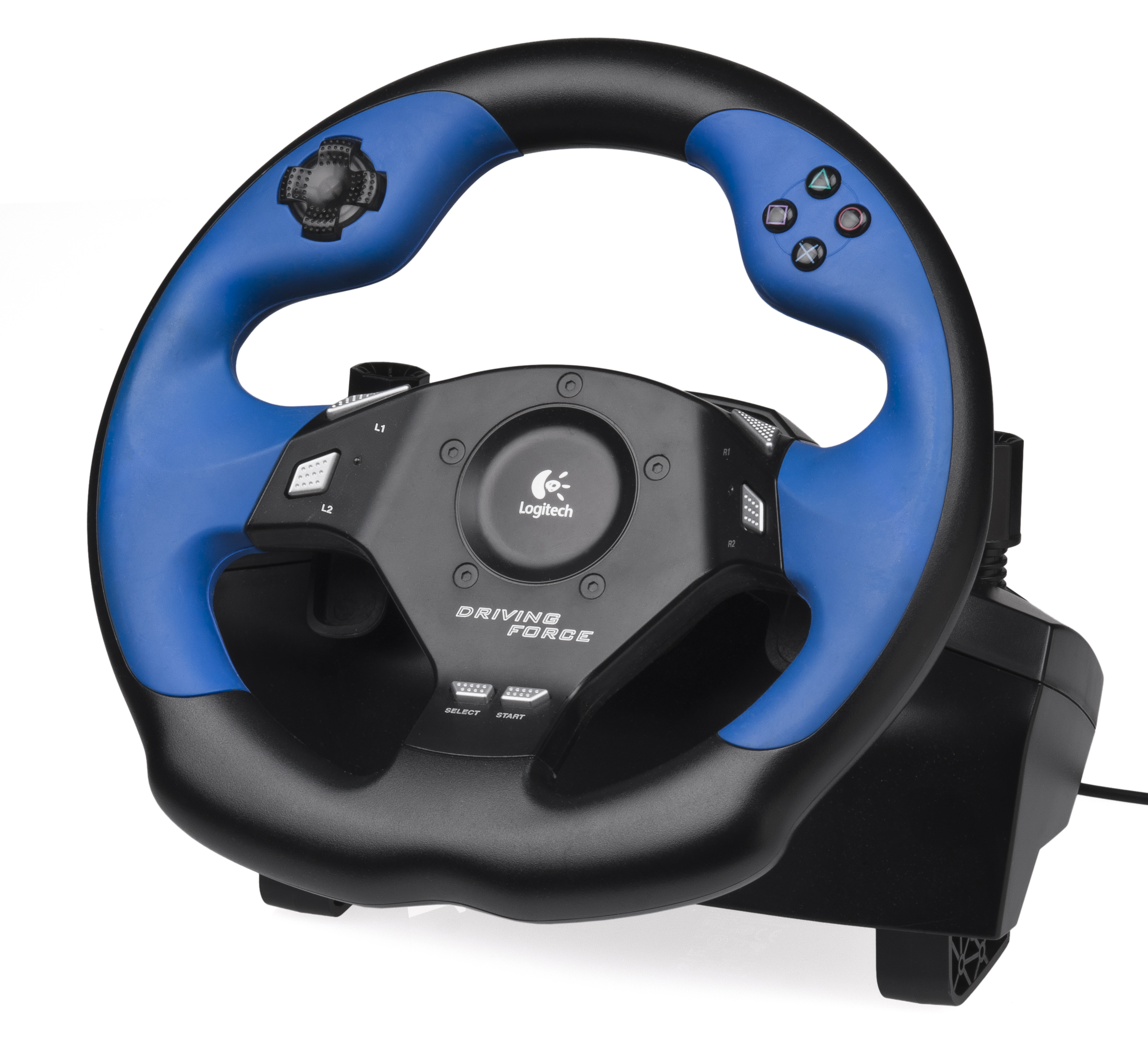
Logitech Driving Force
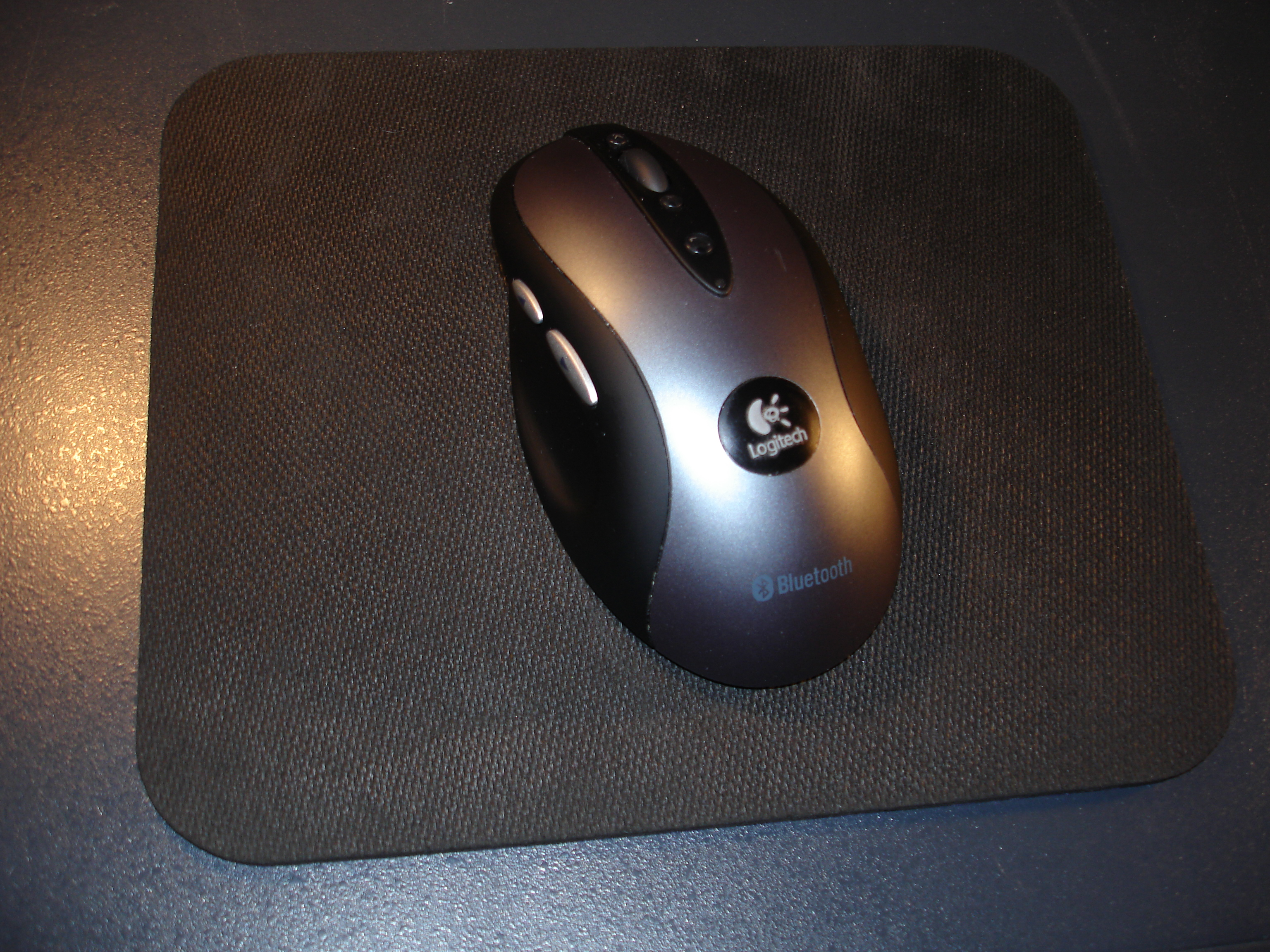
Logitech MX900 Bluetooth
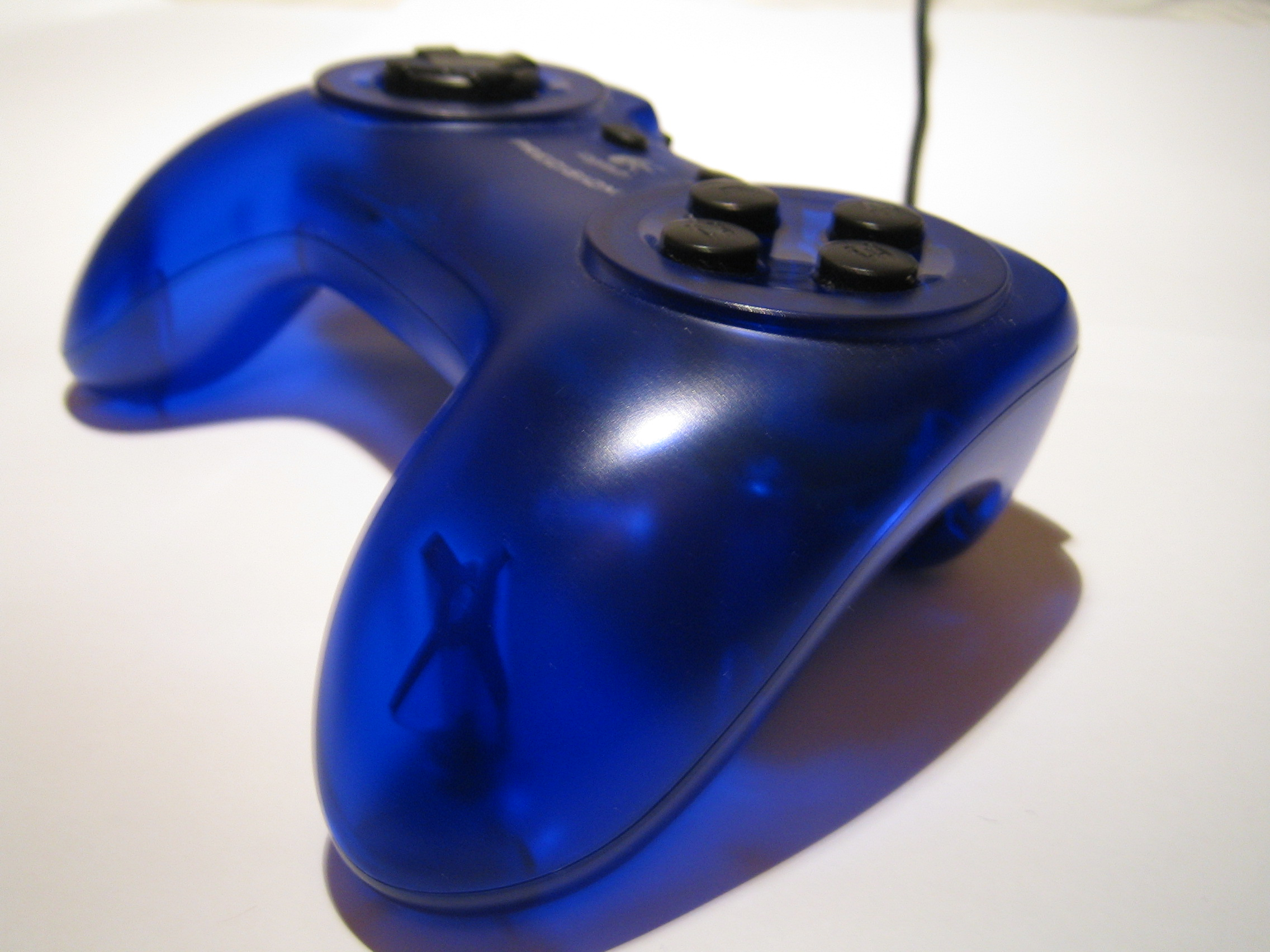
Gamepad.
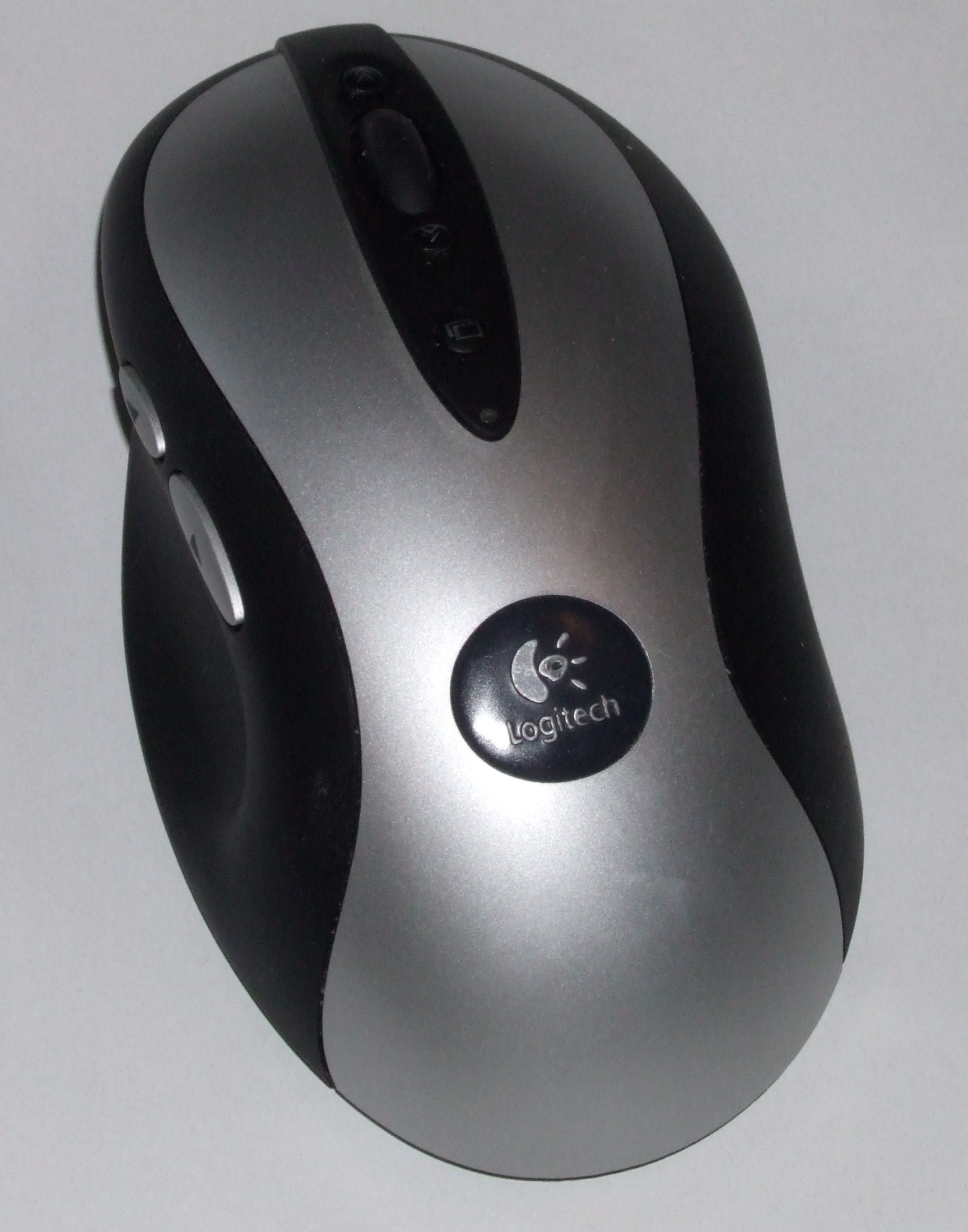
Logitech MX
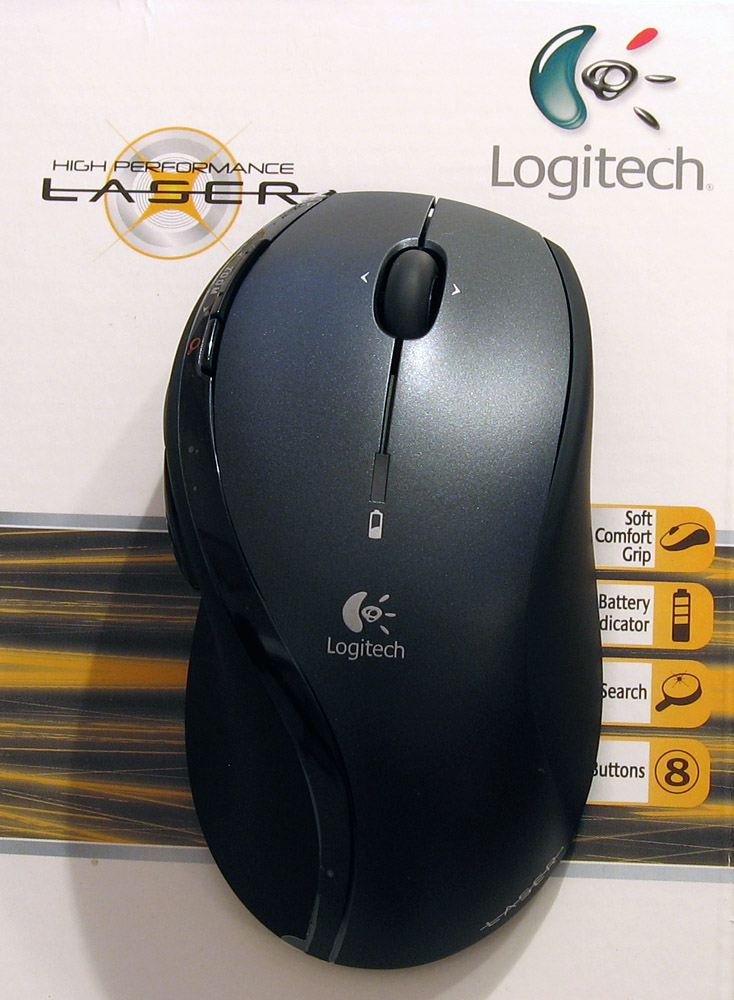
Logitech MX600
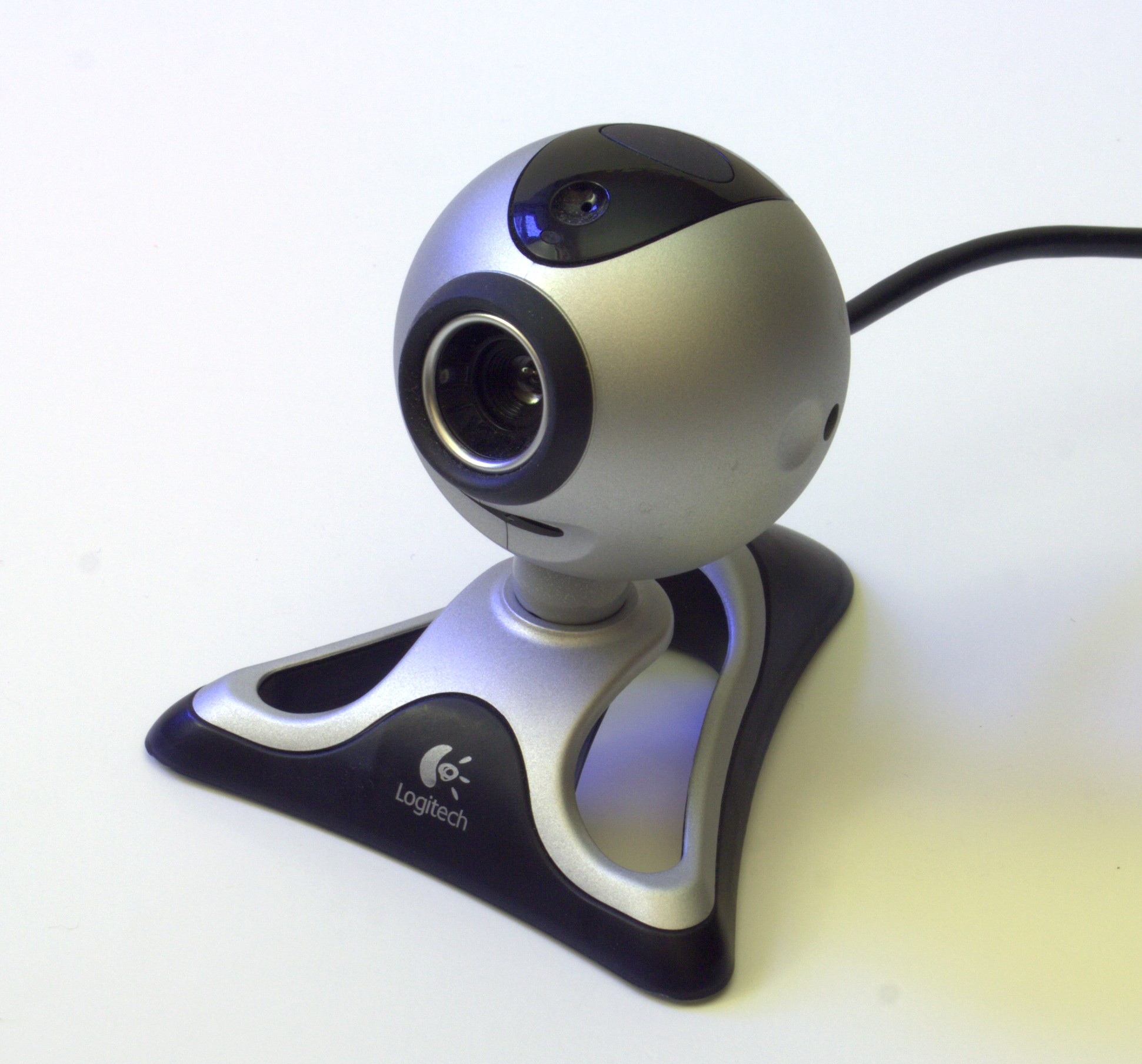
WebCam Pro 4000
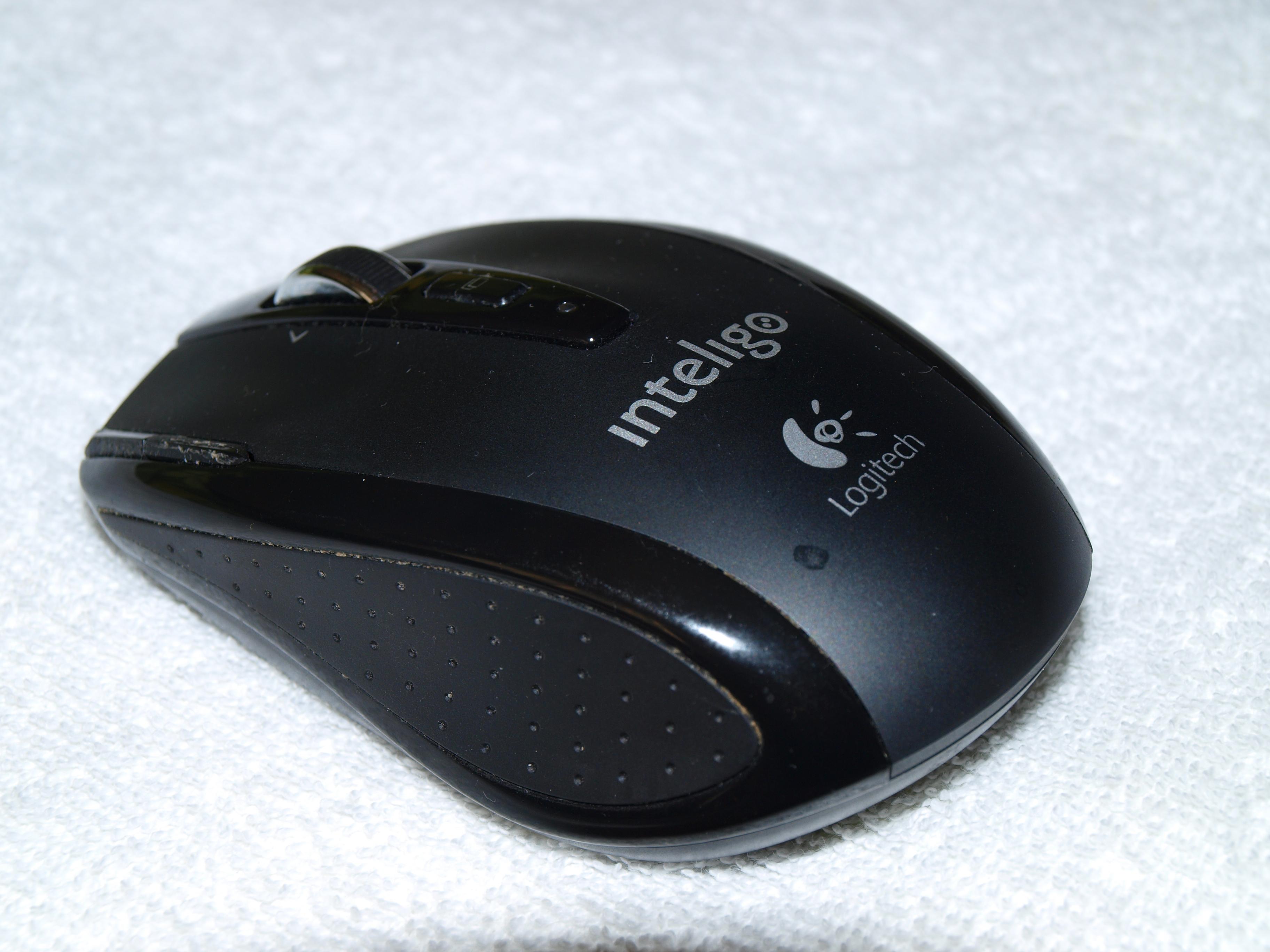
Logitech VX Nano
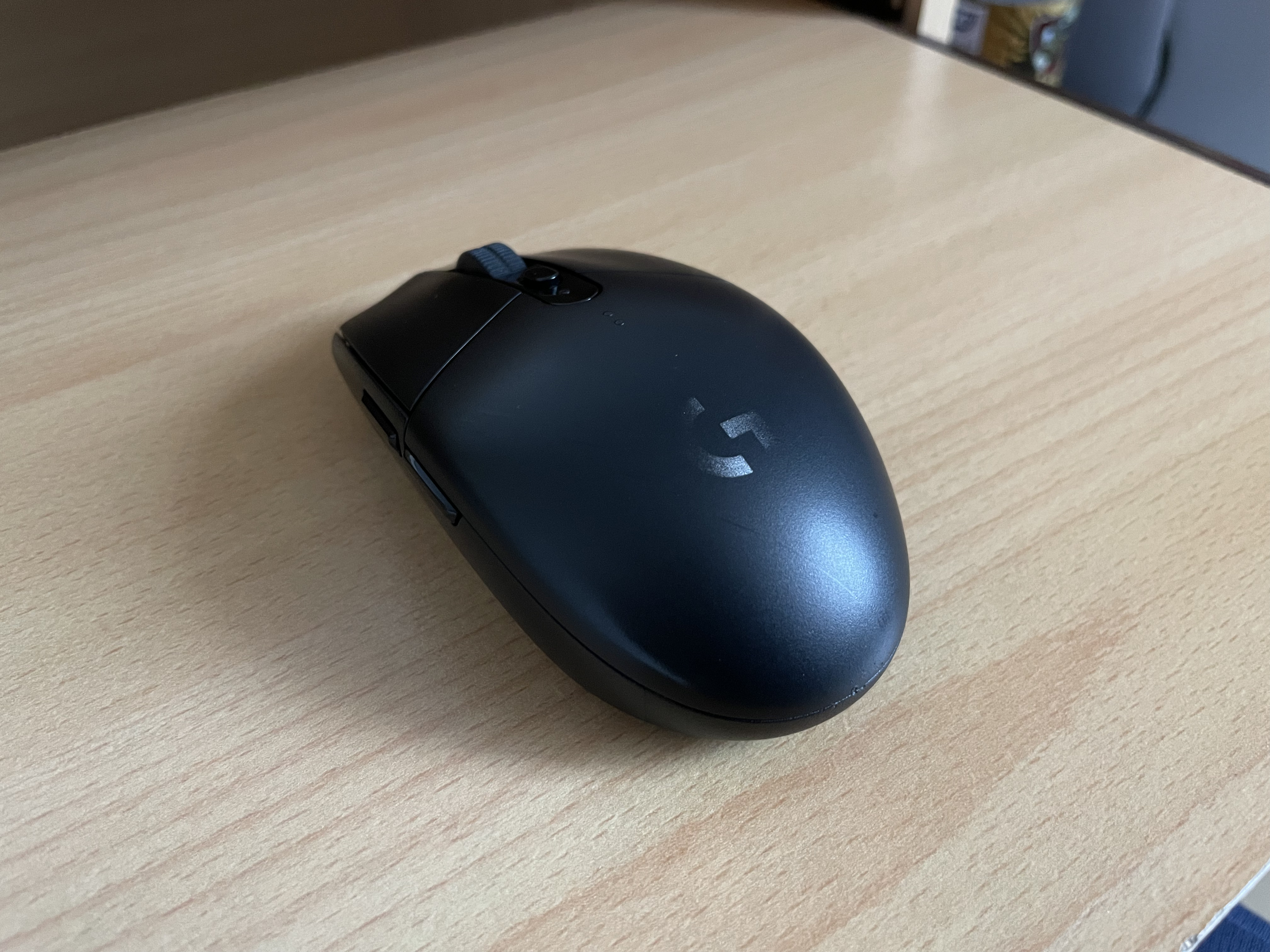
Logitech G305
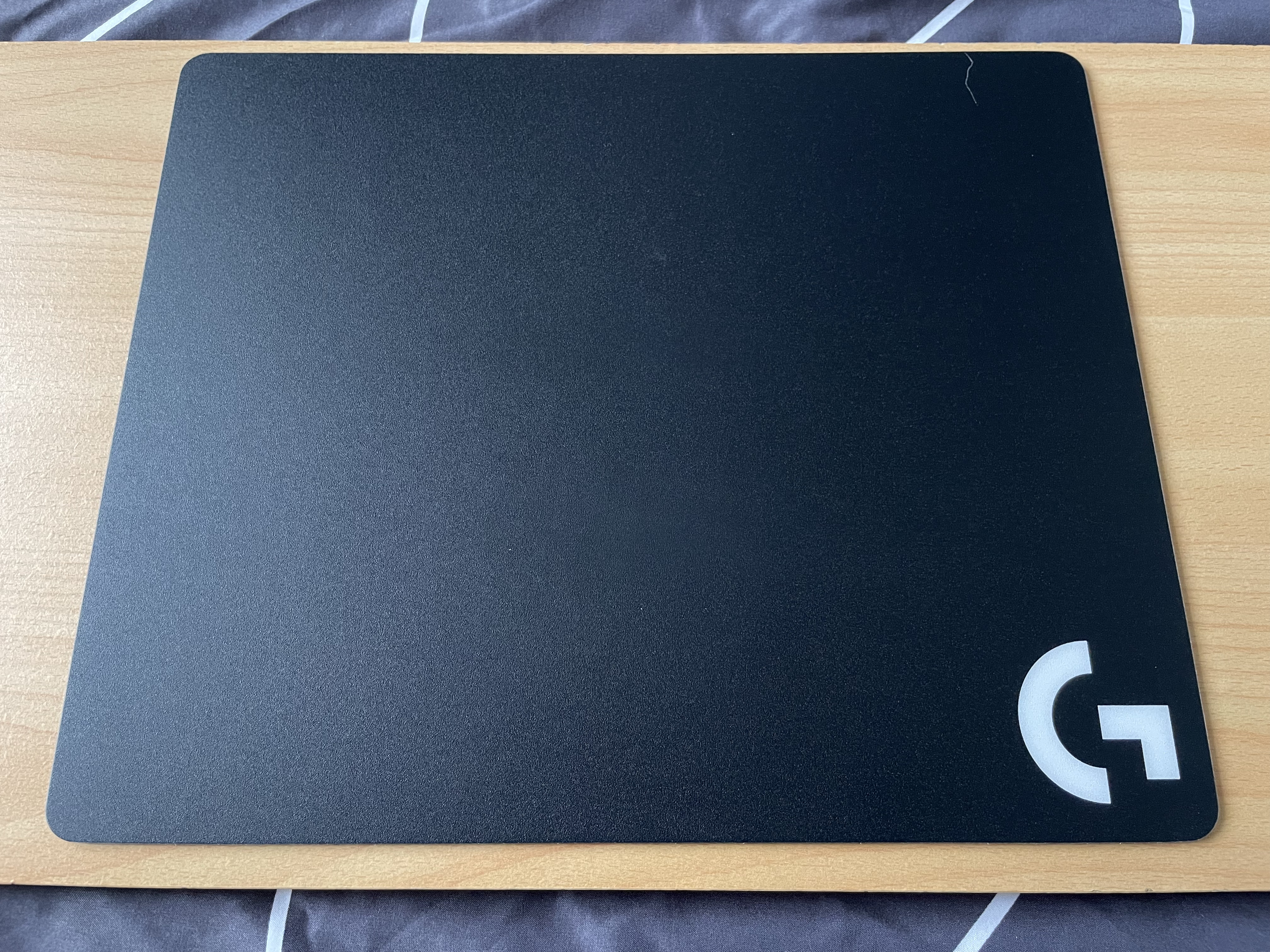
Logitech G440
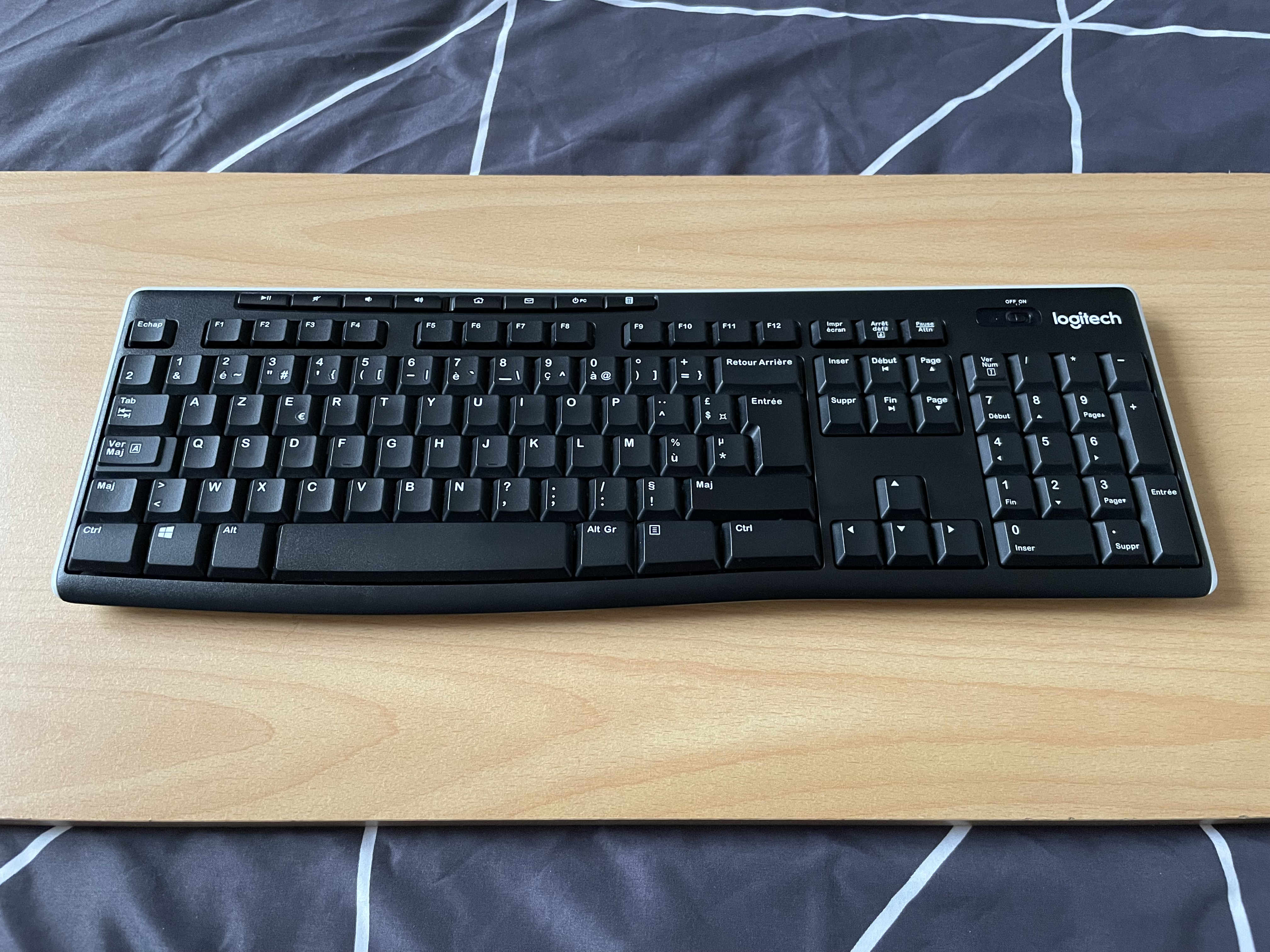
Logitech K270

## Actionnaires
Liste des principaux actionnaires au 9 février 2022 :
| Actionnaire                                      | %      |
| ------------------------------------------------ | ------ |
| Capital Research & Management (Global Investors) | 8,32 % |
| Crédit Suisse Securities (USA) (Courtier)        | 3,93 % |
| Walter Scott & Partners                          | 3,56 % |
| Logitech International (autodétention)           | 3,01 % |
| UBS Asset Management Switzerland                 | 2,99 % |
| Crédit Suisse Asset Management (Schweiz)         | 2,99 % |
| Capital Research & Management (World Investors)  | 2,90 % |
| Thornburg Investment Management                  | 2,80 % |
| Norges Bank Investment Management                | 2,34 % |
| Capital Research & Management                    | 2,23 % |

## Distinctions
En 2023, Logitech reçoit le Prix du Cercle suisse des administratrices

### Articles
- P.RK avec ATS, « Le bénéfice net de Logitech croît de plus de 80% », 24 heures,‎ 24 avril 2015, p. 12 (ISSN 1661-2256)